# Tlacaélel
Tlacaélel (1398h.-1475h.) (del náhuatl: Tlakaellel ‘el que anima el espíritu’‘tlakatl, persona; ellelli, emoción vívida’) fue un guerrero, economista, estadista  y reformador religioso mexica. Se desempeñó en el cargo de consejero de gobierno o sumo sacerdote cihuacóatl (serpiente hembra o consorte), un asesor o consejero de varios Huey Tlatoani (emperadores) mexica-tenochcas durante cuarenta y cinco años (1430-1475), según la historiografía actual. Consejero de tres tlatoanis: Itzcóatl, Moctezuma Ilhuicamina y Axayácatl. Sobrino de Itzcóatl y hermano de Chimalpopoca y de Moctezuma Ilhuicamina. Fue el autor intelectual de la reforma religiosa, ideológica e histórica más importante en la historia de los mexicas.

## Biografía
Tlacaelel nace en el año 10 del Conejo (1398). Sus padres fueron Huitzilihuitl “El Joven” (segundo Tlatoani de Tenochtitlan) y Cacamacihuatzin, una cihuapilli de Teocalhuetacan. Ese mismo día nace Moctezuma Ilhuicamina (hijo de Miyahuaxiuhtzin de Cuauhnahuac). Su infancia es un misterio, pero se sabe que tanto Moctezuma como Tlacaelel fueron inseparables durante su paso por la milicia y por el gobierno.
No es sino hasta el gobierno de Itzcoatl, en el año trece carrizo (1427) que detalles sobre la vida de Tlacaelel son conocidos. Durante este tiempo Moctezuma Ilhuicamina fue nombrado Tequihua y Tlacateccatl mientras que Tlacaelel ascendió a Atempanecatl y Cihuacoatl. Durante este tiempo las fricciones entre Azcapotzalco y Tenochtitlan iban incrementándose. Es entonces que Tlacaelel participa en las fallidas negociaciones con Maxtla y es quien entrega las plumas, escudo, dardos y flechas declarando así la guerra a Azcapotzalco. Al tiempo, los mexicas a las órdenes del tlatoani Itzcoatl logran entrar a la capital del altépetl (1428) y bajo las órdenes de Tlacaelel arrasarían con todo sin tomar prisioneros.
Tlacaelel fue parte fundamental de la formación del Excan Tlatoloyan (Triple Alianza) en 1430, conformada por Tetzcuco (aliado en la guerra contra Azcapotzalco) y Tlacopan (de afiliación Tepaneca). Participa en el campo de batalla durante la anexión de Coyoacán, Amecameca y Cuauhnahuac. Esto abre las puertas para entablar guerra con los tres altépetl Chalcas: Tlalmanalco, Tenanco y Chimalhuacán hasta su caída en el año doce casa (1465). Al ser él el encargado de dicha victoria se le recompensa con tierras, riquezas y mujeres en la región de Chalco.
Toma como esposa a Maquiztzin, de la realeza de Amecameca. De este matrimonio nace Cacamatzin, y su primera hija quien a la postre desposaría a Nezahualpilli de Tetzcuco. Del hijo de Cacamatzin, Tlacaelel “el joven” sería el cihuacoatl a la llegada de los españoles. Tiempo después nace Tlilpotonqui, cihuacoatl sucesor a la muerte de su padre.
Ante las múltiples victorias Mexicas, Tlacaelel establece varias reformas. Institucionaliza las xochiyaoyotl (guerras floridas) con pueblos sometidos, asegurando así un influjo de prisioneros constantes para los sacrificios. Otra reforma fue la expansión de los pipiltin (nobleza) como recompensa a nuevos señoríos anexados y guerreros sobresalientes. La expansión de pipiltin trae consigo a su vez una necesidad imperiosa de determinar el estrato social al que se pertenece. Por lo mismo el gobierno, con Tlacaelel como Cihuacoatl, establece métodos de distinción inflexibles. Los artículos de lujo eran de uso exclusivo de la nobleza, así como comportamiento, expectativas, educación y rituales. Aunado a esto se reorganizan los tribunales y el sistema de justicia a cargo de jueces. Un nuevo código disciplinario se establece castigando severamente el adulterio y el robo. 
Debido al rápido crecimiento de la grandeza Mexica, el Huey Tlatoani Moctezuma ordena a Tlacaelel la reconstrucción del centro ceremonial, sobre todo del Huey Teocalli (templo mayor). Aunado a esto se discute la necesidad de justificar la grandeza Mexica como un mandato directamente de los dioses, así como la revisión de la historia de su pueblo.
Para estas épocas, Tlacaelel ya no era un joven y debido a ello su participación en el campo de batalla se ve disminuida. Debido a esto su trabajo como Cihuacoatl toma mayor importancia, teniendo a su cargo no sólo las decisiones de gobierno, sino también la organización de festivales y celebraciones ante los dioses. 
A la muerte de Motecuzomotzin en el año dos pedernal (1468), el puesto de Huey Tlatoani le es ofrecido, sin embargo él declina y en conjunto con Nezahualcóyotl (Tetzcuco) y Totoquihualiztli (Tlacopan) proponen a Axayacatl, nieto de Moctezuma Ilhuicamina.
Axayacatl anexa a Tlatelolco y a Toluca. El poderío mexica llamaba a explorar zonas más alejadas, a lo cual Tlacaelel se oponía. Es así como la guerra con los Tarascos de Michoacán es la primera que el Excan Tlahtoloyan pierde desde su conformación.

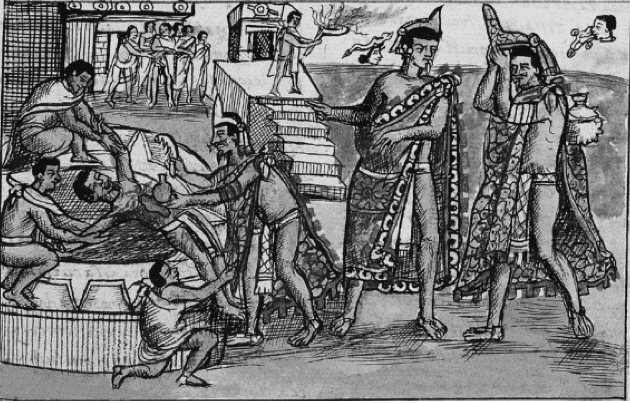
Tlacaelel y Axayacatl preparando el sacrificio de captivos

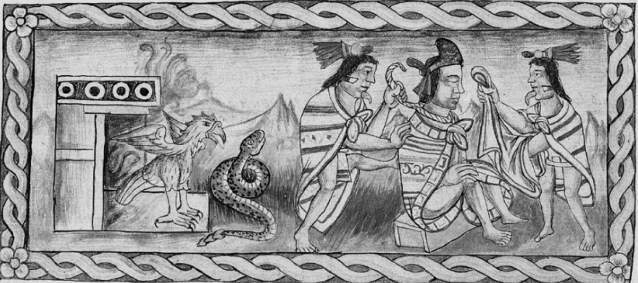
Muerte de Tlacaelel

Tlacaelel muere en 1475 a la edad de 77 años, de causas naturales, después de haber servido a cinco huey tlatoani y ser parte fundamental de la grandeza Mexica.

## Familia
Tlacaelel es descendiente directo de los primeros tlatoani con los que los Mexicas llegaron al Anáhuac. Como tal, su relación familiar con el linaje gobernante le garantizó el acceso a muchas mujeres con las cuales tuvo mucha descendencia. Lamentablemente no se tienen todos los nombres ni sexos ni todos los posibles hijos que haya tenido, aunque se considera que de todos, 17 son únicamente los legítimos. Se enumeran los conocidos:
- Padre: Huitzilihuitl "El Joven" (r. 1391-1415)
- Madre: Cacamacihuatzin (chiuapilli de Teocalueyacan)

- Hermanos: 
  - Hermano: Chimalpopoca (r. 1415-1426)
  - Hermano: Moctezuma Ilhuicamina (r. 1440-1469)
  - Hermana: Matlalcihuatzin
    - Esposo: Ixtlilxochitl (r.1410-1418 Tetzcuco)
    - Hijo: Nezahualcóyotl (r. 1431-1472 Tetzcuco)

- Esposa 1: Maquiztzin (cinco hijos)
  - Hijo: Cacamatzin (tuvo 12 hijos)
  - Hijo: Tlilpotonqui (tuvo 14 hijos)
  - Hijo: Toyaotzin (tuvo 7 hijos)
  - Hija: Achihuapoltzin
  - Hija: Xiuhpopocatzin

- Esposa 2
  - Hijo: Tollintzin

- Esposa 3
  - Hijo: Macuilxochitzin

- Esposa 4
  - Hijo: Xochiacamapichtli

- Esposa 5
  - Hijo: Xilomantzin

- Esposa 6
  - Hijo: Tezcatlteuctli
    - Hijo: Tlacotzin

- Esposa 7
  - Hijo: Itzpapalotzin

- Esposa 8
  - Hijo: Chicuatzinteuctli

- Esposa 9
  - Hijo: Totomochtzin

- Esposa 10
  - Hijo: Tlacochchimaltzin

- Esposa 11
  - Hija: Toznenetzin

- Esposa 12
  - Hijo: Chimalpantzin

## Controversia sobre su relevancia
El hecho que Tlacaelel no haya sido mencionado o haya sido ignorado en varios códices pone en entredicho las fuentes que le dan una importancia superlativa en la historia Mexica.
- Alvarado Tezozomoc y Chimalpahin son las dos fuentes más importantes sobre Tlacaelel. Alvarado Tezozomoc, al ser descendiente directo de Moctezuma Xocoyotzin, escuchó de primera mano historias referentes a la familia gobernante. Chimalpahin, por su lado, escribió extensivamente acerca del mundo Anahuaca y de su natal Chalco, dónde Tlacaelel tuvo familia y tierras. Sin embargo no se descarta que ambos tuvieran interés particular por exagerar una figura que les garantizara estatus, pues los códices se utilizaban como evidencia de pertenencias y relevancia previos a la conquista para ser respetados por la nueva administración española.
- Alva Ixtlilxochitl apenas lo menciona en sus anales a pesar de hablar de los gobernantes Mexicas. Sin embargo su afiliación texcocana podría sugerir sesgo al mencionar los logros mexicas sobre los texcocanos.
- Cortés, Díaz del Castillo y López Gómara no lo mencionan, pero sí mencionan el puesto de Cihuacoatl, así como a Tlacotzin el Cihuacoatl durante la caída de Tenochtitlan.
- Sahagún, Mendieta y Torquemada también solo mencionan el puesto y resaltan su importancia sin mencionar a Tlacaelel. Sin embargo, sus fuentes eran tlatelolcas, lo que sugeriría sesgo parecido al mencionado con Alva Ixtlilxochitl.
- Las Casas menciona el puesto de cihuacoatl, pero no menciona a nadie que oficiara el cargo antes de Totomotzin, el Cihuacoatl a la llegada de los españoles.
- Durán es la única fuente en castellano que menciona a Tlacaelel. El detalle y el tratamiento que le da a la persona contrasta con sus contemporáneos. Durán menciona en sus escritos que su fuente principal "Historia" escrita en Nahuatl lo forzó a corroborar las historias debido a que las proezas narradas parecían increíbles.

Cabe mencionar que historiadores encontraron similitudes entre las crónicas de Alvarado Tezozomoc y Durán (las dos principales fuentes sobre Tlacaelel) y se ha propuesto que las dos crónicas son en realidad una, todas contenidas en un manuscrito prehispánico denominado Crónica X . Debido a esto se ha sembrado más duda sobre la veracidad de la relevancia de Tlacaelel descrita por estos autores.

## En la cultura popular
- Antonio Velasco Piña escribió la novela de ficción «Tlacaelel: El Azteca entre los Aztecas».

- Es padre del protagonista del cómic "El Primer Emperador de México".